# スタッド・ナショナル・エル・ハジ・ハッサン・グレド
スタッド・ナショナル・エル・ハジ・ハッサン・グレド・アプティドン（仏：Stade National El-Hadj Hassan Gouled Aptidon）はジブチの首都、ジブチシティにある多目的スタジアム。主にサッカーの試合用に使用されており、収容人数は10000人である。
1993年6月26日に開場。スタジアム名はジブチの初代首相、及び初代大統領を務めたハッサン・グレド・アプティドンに由来する。中国によって建設されたが、過度の使用や土質（埋め立て地）、散水設備の破損などによって芝が破損し、塩類集積も起きていた。このため2007年4月、FIFAによってピッチに人工芝が敷かれた。